# Джети-Огуз (курорт)
Джети-Огуз (кирг. Жети-Өгүз) — село в Джети-Огузском районе Иссык-Кульской области Кыргызстана. Входит в состав Джети-Огузского аильного округа. Код СОАТЕ — 41702 210 830 01 0.

## Население
По данным переписи 2009 года, в селе проживало 250 человек.